# Radüner Rothorn
Das Radüner Rothorn ist ein 3022 m ü. M. hoher Gipfel in den Albula-Alpen südlich des Flüelapasses. Der Berg bildet einen Eckpunkt des Grates, der das Dischmatal im Osten vom Flüelatal im Westen trennt. Knapp 1½ Kilometer nördlich des Radüner Rothorns liegt das höhere Flüela Schwarzhorn (3146 m ü. M.).
Vom Flüela Schwarzhorn ist das Radüner Rothorn durch die Schwarzhornfurgga (2880 m ü. M.) getrennt. Etwas südlich des Radüner Rothorns biegt der Gratverlauf nach Westen ab, senkt sich in der Rothornfurgga bis auf 2884 m, bevor in diesem Grat der Radüner Chopf (3020 m ü. M.) und der Piz Radönt (3065 m ü. M.) aufragen. Südlich dieser Gipfelpunkte befindet sich der Furggasee und die Fuorcla da Grialetsch, ein Übergang zwischen Dischmatal und dem nach Norden zur Flüela-Passstrasse führenden Val Grialetsch.

## Routen
Meist wird das Radüner Rothorn im Rahmen einer Besteigung des Flüela Schwarzhorns als Zugabe erstiegen. Hierbei zweigt man in einer Mulde etwa 100 Meter unterhalb der Schwarzhornfurgga vom markierten Anstiegsweg zum Schwarzhorn ab. Von dort geht es weglos in südwestlicher Richtung, über grobblockiges Gelände und an zwei kleinen Seen vorbei an die Nordflanke des Rothorns heran. Nun kann man mehr oder weniger direkt über den Nordgrat des Rothorns den Gipfel erreichen (I). Alternativ richtet man sich zunächst nach Westen und umrundet in den tiefsten Senken bleibend den Gipfel, um von Westen und zuletzt von Süden zum Gipfel zu gelangen.
Alternativ kann das Radüner Rothorn auch von der Grialetschhütte (Chamanna da Grialetsch, 2542 m ü. M.) über die Rothornfurgga und den Südgrat erreicht werden.
Das Radüner Rothorn eignet sich auch als Skitour.